# Strip-tease a la inglesa
Strip-tease a la inglesa es una película española de comedia estrenada en 1975, escrita y dirigida por José Luis Madrid y protagonizada en los papeles principales por Carmen Sevilla, Teresa Gimpera y Ágata Lys.

## Sinopsis
Manolo y Laurita, un esposo y esposa empleados por Lord Belford, experimentan un emocionante fin de semana en las pintorescas tierras campestres de Inglaterra.

## Reparto
- Carmen Sevilla
- José Sazatornil
- Ágata Lys
- Teresa Gimpera
- Antonio Ozores
- Jaime de Mora y Aragón
- Emilio Laguna
- Juanito Navarro